# Illinois Journal of Mathematics
Illinois Journal of Mathematics — ежеквартальный рецензируемый математический журнал.
Издаваётся издательство Дьюкского университета от имени Университета Иллинойса в Урбане-Шампейне.
Основан в 1957 году.
Журнал знаменит публикацией доказательства теоремы о четырех цветах Кеннета Аппеля и Вольфганга Хакена, в котором фигурировал необычный на тот момент метод перебора на компьютере.

## Показатели
Журнал индексируется в MathSciNet, Scopus, zbMATH.